# SV Zeist in het seizoen 1960/61
Het seizoen 1960/1961 was het zesde en laatste jaar in het bestaan van de Zeistse betaaldvoetbalclub Zeist. De club kwam uit in de Tweede divisie en eindigde daarin op de 17e plaats. Tevens deed de club mee aan het toernooi om de KNVB beker, hierin werd de club in de groepsfase uitgeschakeld. Na het seizoen keerde de club terug naar het amateurvoetbal.

## Wedstrijdstatistieken

### Tweede divisie
|       | Baronie | De Graafschap | Haarlem | Hilversum | LONGA | N.E.C. | Oldenzaal | PEC   | Rigtersbleek | Roda Sport | Tubantia | UVS   | De Valk | Velox | Wilhelmina | Zwartemeer | Zwolsche Boys |
| ----- | ------- | ------------- | ------- | --------- | ----- | ------ | --------- | ----- | ------------ | ---------- | -------- | ----- | ------- | ----- | ---------- | ---------- | ------------- |
| Thuis | 3 – 0   | 0 – 2         | 1 – 2   | 0 – 3     | 0 – 3 | 2 – 3  | 2 – 0     | 2 – 2 | 0 – 4        | 0 – 1      | 1 – 1    | 4 – 5 | 2 – 0   | 0 – 0 | 0 – 1      | 2 – 4      | 2 – 1         |
| Uit   | 6 – 0   | 3 – 3         | 3 – 0   | 5 – 1     | 7 – 3 | 2 – 2  | 2 – 4     | 3 – 1 | 3 – 2        | 1 – 2      | 2 – 2    | 3 – 0 | 5 – 0   | 1 – 0 | 6 – 1      | 6 – 0      | 1 – 1         |

### KNVB beker
| Groepsfase                                         | Rapiditas                                 | 1 – 1 (0 – 1) | Zeist                                                                        |
| 14 augustus 1960 Plaats: Weesp Sportpark Rapiditas | Krijf                                     |               | –' (pen.) Wim Ruitenbeek                                                     |
| Groepsfase                                         | Zeist                                     | 2 – 8 (2 – 3) | Ajax                                                                         |
| 17 augustus 1960 Plaats: Zeist De Koeburg          | Frank Mijnals –' (pen.) Gerrie Keizer 20' |               | –', –' Cees Groot –', –' (pen.) Henk Groot –', –', –' Co Prins Peet Petersen |
| Groepsfase                                         | De Volewijckers                           | 2 – 1 (0 – 0) | Zeist                                                                        |
| 30 oktober 1960 Plaats: Amsterdam Mosveld          | Wout Schaft Frits Soetekouw               |               | Wout Verweij                                                                 |
| Groepsfase                                         | Zeist                                     | 0 – 2 (0 – 1) | Volendam                                                                     |
| 12 februari 1961 Plaats: Zeist De Koeburg          |                                           |               | 20' Dick Tol 85' Wim Kras                                                    |

## Statistieken Zeist 1960/1961

### Eindstand Zeist in de Nederlandse Tweede divisie 1960 / 1961
| Stand | Gespeeld | Gewonnen | Gelijk | Verloren | Punten | Doelpunten voor | Doelpunten tegen |
| ----- | -------- | -------- | ------ | -------- | ------ | --------------- | ---------------- |
| 17e   | 34       | 6        | 7      | 21       | 19     | 43              | 91               |

### Topscorers
| #      | Naam                   | Goal |
| ------ | ---------------------- | ---- |
| 1.     | Arie Schouten          | 9    |
| 2.     | Piet de Jongh          | 6    |
| 2.     | Guus Maarschalkerweerd | 6    |
| 4.     | Frank Mijnals          | 5    |
| 4.     | Henk Olthof            | 5    |
| 6.     | Geert van Ekeris       | 3    |
| 7.     | Chris Bouman           | 2    |
| 7.     | Gerrie Keizer          | 2    |
| 9.     | Jan van Delft          | 1    |
| 9.     | Jan Kolkman            | 1    |
| 9.     | Piet van Knijff        | 1    |
| 9.     | Jan Outshoven          | 1    |
| 9.     | Wout Verweij           | 1    |
| Totaal | Totaal                 | 43   |

| #      | Naam           | Goal |
| ------ | -------------- | ---- |
| 1.     | Gerrie Keizer  | 1    |
| 1.     | Frank Mijnals  | 1    |
| 1.     | Wim Ruitenbeek | 1    |
| 1.     | Wout Verweij   | 1    |
| Totaal | Totaal         | 4    |

## Voetnoten
Baronie · De Graafschap · Haarlem · Hilversum · LONGA · N.E.C. · Oldenzaal · PEC · Rigtersbleek · Roda Sport · Tubantia · UVS · De Valk · Velox · Wilhelmina · Zeist · Zwartemeer · Zwolsche Boys